# Pablo Hernández Rivera
Pablo Hernández Rivera, né le 11 mai 1991 à San Juan, est un avocat et homme politique portoricain. Membre du Parti populaire démocrate, il est commissaire résident de Porto Rico depuis 2025.

## Biographie
Il est le petit-fils de l'ancien gouverneur Rafael Hernández Colón. Il obtient une licence à l'université Harvard et un doctorat en droit à l'université Stanford.
En 2017, Hernández Rivera travaille pour la Cour fédérale de Porto Rico et il est avocat, consultant en politiques publiques à Washington.
Le 4 mai 2023, il officialise son intention d'être candidat du Parti démocratique populaire ua poste de commissaire résident lors des élections générales de 2024. Jenniffer González, membre du Nouveau Parti progressiste et affilié au Parti républicain, ne se représente pas pour briguer le poste de gouverneur après avoir battu à la primaire le gouverneur en exercice Pedro Pierluisi ; le 5 novembre 2024, il est élu commissaire résident avec 44,56 % des suffrages, battant William Villafañe, candidat du NPP.
Hernández Rivera est investi en tant que commissaire résident le 3 janvier 2025 pour un mandat de quatre ans.
Le 2 février 2025, il prend la présidence du Parti populaire démocrate.
En Juin 2025, Pablo José Hernández participe, au défilé portoricain à New York au États-Unis, ce qui ferait de lui le premier commissaire résident à Washington à assister à la célébration de l'identité portoricaine aux États-Unis, depuis Aníbal Acevedo Vilá.